# ヴォルガ・ドイツ人自治ソヴィエト社会主義共和国

ヴォルガ・ドイツ人自治ソビエト社会主義共和国
Автономная Советская Социалистическая Республика Немцев Поволжья
Autonome Sozialistische Sowjet-Republik der Wolga-Deutschen

ヴォルガ・ドイツ人自治ソヴィエト社会主義共和国の位置

ヴォルガ・ドイツ人自治ソヴィエト社会主義共和国（ロシア語:  Автономная Советская Социалистическая Республика Немцев Поволжья 、ドイツ語: Autonome Sozialistische Sowjet-Republik der Wolga-Deutschen）またはヴォルガ・ドイツ人ASSRは、ソビエト連邦内に存在した自治共和国。首都はエンゲリス。1924年1月6日に建てられたが、1941年8月に第二次世界大戦の影響でヨシフ・スターリン政権によって廃止された。

## 歴史
沿ヴォルガ連邦管区に所属し、名目上はヴォルガ・ドイツ人の民族自治共和国として、1918年のロシア革命に乗じて、1918年10月29日にヴォルガ・ドイツ人労働コムーネに設立が宣言され、他の地域の非ロシア系同様にヴォルガ地域のドイツ人を特別な地位にした。その後1924年1月6日に自治共和国の状態に格上げされた。領内は、ロシアでは少数民族であるドイツ人入植者の末裔が数多く居住し、1897年の段階では180万人を数えた。日本語では、ヴォルガ・ドイツ人自治共和国とも略称される。
ロシア革命の後も敬虔なヴォルガ・ドイツ人の約76パーセントがキリスト教ルター派を信仰していたが、無神論を掲げるボリシェヴィキ政権と間もなく摩擦を生じることになった。1919年に、反革命のプロパガンダを唱えているとして、多くの牧師がシベリアの強制収容所（グラグ）に送致されている。
ロシア内戦の合間もヴォルガ・ドイツ人への敵視は続き、赤軍によるヴォルガ・ドイツ人コミュニティへの猛攻撃が相次いだ。戦乱の余波として、ソ連を襲った飢饉によって、ヴォルガ・ドイツ人の実に3分の1の人口が失われた。
自治政府が発足した際に、恩赦が宣告されたが、実際にそれが適用された者はほとんどいなかった。1920年代にソ連で実施された民族政策（コレニザーツィヤ）によって、公式文書におけるドイツ語の使用が促され、ドイツ民族が支配的地位に立つことが推奨された。1939年の国勢調査によると、自治共和国内に60万5500人のドイツ系住民がいたという。
ソ連においての第二次世界大戦が始まると独ソ戦は大祖国戦争と名付けられたが、ヴォルガ・ドイツ人自治共和国に終幕が下ろされることになる。ソ連政府によって全てのドイツ民族が「人民の敵」であると宣告され、ロシアの一般大衆に、ヴォルガ・ドイツ人に対する迫害や恐怖心を膨らませた。1941年8月28日にスターリンは「ヴォルガ・ドイツ人追放宣言」を公布し、ヴォルガ・ドイツ人自治共和国の解体と、全てのヴォルガ・ドイツ人をカザフ・ソビエト社会主義共和国やシベリアに強制移住することを決定した。終戦後、ヴォルガ・ドイツ人は、ヴォルガ地域に帰国しないとする契約書に署名を強いられた。
1953年にスターリンが死ぬと、ヴォルガ・ドイツ人の待遇は急激に改善し、1964年に二つめの宣言が発布された。無辜の民衆を告発・弾劾したことについて政府の非を公に認め、ソ連国民に対して、ヴォルガ・ドイツ人の「経済的・文化的発展」に、あたうる限りの補助と支援を惜しまないようにと迫った。翌1965年に、「ヴォルガ・ドイツ人追放令」は公式に撤回され、無効とされた。それでもヴォルガ・ドイツ人自治共和国の再建はなされなかったのである。これはヴォルガ・ドイツ人の、ロシア文化への同化を迫る結果となった。
ソビエト連邦の崩壊後、多くのヴォルガ・ドイツ人は帰国権を楯に、ドイツに出国した。このような集団移住は、ヴォルガ・ドイツ人の多くが、もはやドイツ語を分からなくなっているか、あるいは少ししか分からなくなっているという事情にもかかわらず、しばらく続いた。しかしながら1990年代後半に、ドイツ政府が、ドイツ語を少しも解さないドイツ系ロシア人の定住に手を打つと、とりわけヴォルガ方言のドイツ語でさえ分からなくなったヴォルガ・ドイツ人にとって、ドイツへの出国はいよいよ難しい問題となった。

## 人口と民族構成
下記にヴォルガ・ドイツ人ASSRの人口と民族構成を示す。

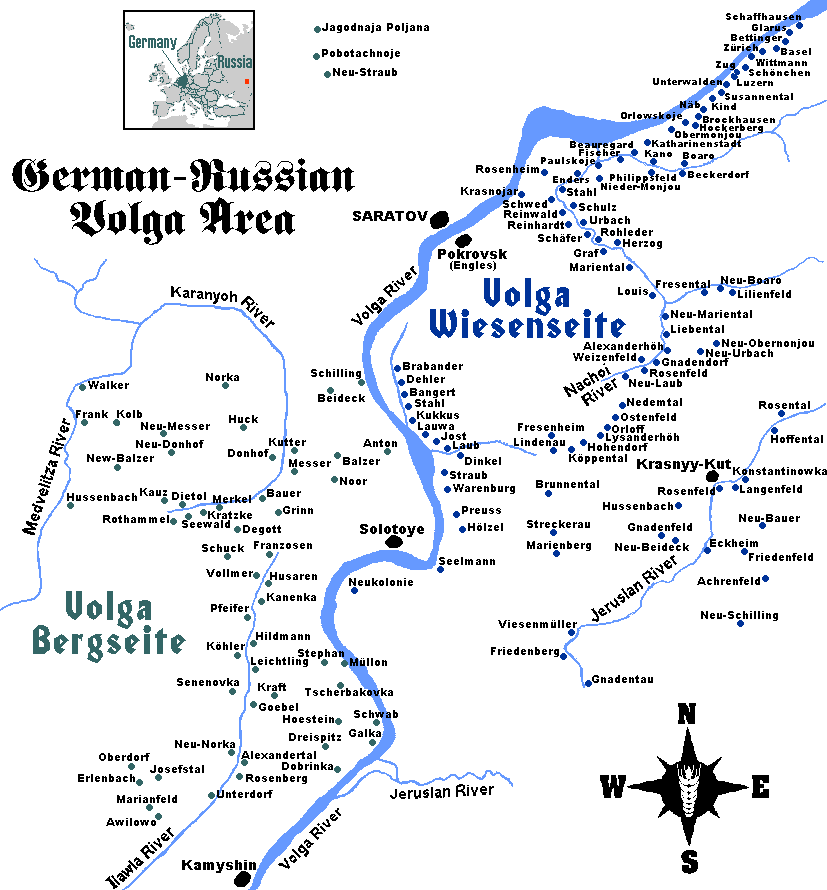
主要な都市

|                    | 1926年          | 1939年          |
| ------------------ | --------------- | --------------- |
| ヴォルガ・ドイツ人 | 379,630 (66.4%) | 366,685 (60.5%) |
| ロシア人           | 116,561 (20.4%) | 156,027 (25.7%) |
| ウクライナ人       | 68,561 (12.0%)  | 58,248 (9.6%)   |
| カザフ人           | 1,353 (0.2%)    | 8,988 (1.5%)    |
| タタール人         | 2,225 (0.4%)    | 4,074 (0.7%)    |
| モルドヴィン人     | 1,429 (0.3%)    | 3,048 (0.5%)    |
| ベラルーシ人       | 159 (0.0%)      | 1,636 (0.3%)    |
| ドンガン人         | 5 (0.0%)        | 1,284 (0.2%)    |
| ユダヤ人           | 152 (0.0%)      | 1,216 (0.2%)    |
| ポーランド人       | 216 (0.0%)      | 756 (0.1%)      |
| エストニア人       | 753 (0.1%)      | 521 (0.1%)      |
| その他             | 710 (0.1%)      | 3,869 (0.6%)    |
| 総計               | 571,754         | 606,352         |